# 旱地木槿
旱地木槿（学名：Hibiscus aridicola）为锦葵科木槿属下的一个种。

## 扩展阅读
- 維基物種上的相關：旱地木槿